# 예페스아르마딜로
예페스아르마딜로(Dasypus yepesi)는 아홉띠아르마딜로과에 속하는 아르마딜로의 일종이다. 아르헨티나의 고유종이다. 자연 서식지는 아열대의 건조한 숲이다.